# Conspiracy No. 5
Conspiracy No. 5 è il secondo album in studio del gruppo christian rock statunitense Third Day, pubblicato nel 1997.

## Tracce
1. Peace – 3:29
2. You Make Me Mad – 4:01
3. How's Your Head – 3:46
4. Alien – 4:33
5. I Deserve? – 5:20
6. Have Mercy – 2:56
7. My Hope Is You – 4:20
8. More to This – 4:13
9. This Song Was Meant for You – 4:21
10. Who I Am – 3:55
11. Give Me a Reason – 3:40
12. Gomer's Theme – 5:05
13. Your Love Endures + Who I Am Reprise – 7:34